# 巴拉那油鯰
巴拉那油鯰，為輻鰭魚綱鯰形目長鬚鯰科的其中一種，分布於南美洲巴西的巴拉那河上游流域，體長可達23公分，棲息在河川中底層水域，屬肉食性，生活習性不明。

## 擴展閱讀
維基物種上的相關：巴拉那油鯰